# Кельнер, Альберт
А́льберт Ке́льнер (англ. Albert Kelner; 1912—1994) — американский микробиолог, открывший фотореактивацию.

## Биография

### Детство и юность
Альберт Кельнер родился в Филадельфии. В детстве болел туберкулёзом костей, что привело к хромоте, а также к частым госпитализациям, мешавшим образованию. Однако Кельнер восполнил пробелы в знаниях самостоятельными занятиями. Это позволило ему получить стипендию на обучение в Пенсильванском университете, что было весьма кстати, поскольку семья Кельнера была бедной.
Альберт Кельнер женился на Аделин Усвальд (она сделала ему предложение уже через месяц после знакомства); они прожили вместе всю жизнь, имели детей — сын Роберт, дочери Маргарет и Кэрол.
Кельнер окончил Пенсильванский университет и получил степень магистра в Университете штата Северная Каролина в 1942 году, а на следующий же год — PhD по бактериологии в Пенсильванском университете, где и продолжил работать. Занимался получением натурального каучука, затем работал в активно развивавшейся в то время области — разработке антибиотиков, консультировал в связи с этим фирму Hayden Chemical Corporation.

### Открытие фотореактивации
В 1946 году Кельнер был приглашён Милиславом Демерецем на работу в Колд-Спринг-Харбор. Там он вместе с Верноном Брайсоном исследовал возможность производства антибиотиков при помощи бактерий, подвергшихся мутациям под действием облучения.
Облучая кишечную палочку (Escherichia coli) и стрептомицеты Streptomyces griseus мутагенным ультрафиолетовым излучением, Кельнер обнаружил, что культуры организмов после облучения могут расти лучше или хуже (разница составляла несколько порядков) без видимой закономерности. Рентгеновское излучение позволяло получать мутации с большей надёжностью, однако Кельнер решил продолжать исследования с ультрафиолетом. Он полагал, что разницу в жизнеспособности облучённых бактериальных культур можно объяснить воздействием различных температур. Однако в сентябре 1948 года после долгих опытов и анализа данных он выяснил, что определяющим фактором было воздействие на облучённые культуры солнечного света. Так была открыта фотореактивация — первый найденный механизм репарации ДНК; несмотря на то, что в то время роль ДНК как носителя генетической информации ещё не была установлена, Кельнер верно заключил, что свет способствует восстановлению неких молекул в наследственном аппарате клеток микроорганизмов, повреждённых мутагенным излучением. Он опубликовал свои результаты в 1949 году.
Фотореактивация одновременно была открыта Ренато Дульбекко, и едва не возник спор о приоритете, который был предотвращён благодаря усилиям Сальвадора Лурии: узнав о ещё не опубликованной работе Кельнера, Лурия инициировал добавление в уже готовую к публикации заметку Дульбекко упоминание о Кельнере, в то же время заверив последнего, что открытие Дульбекко было действительно независимым.
Работая в Колд-Спринг-Харбор, Кельнер получил два антибиотика, которые он назвал актинорубин и лавендулин. Однако в целом, к неудовольствию Демереца, изучая воздействие ультрафиолета на бактерии, Кельнер уделял получению антибиотиков сравнительно мало времени. Это привело к тому, что он оставил Колд-Спринг-Харбор весной 1949 года.

### Дальнейшая биография
Открытие фотореактивации принесло Кельнеру некоторую известность (и золотую медаль имени Финзена в 1964 году), и его основные последующие работы также были связаны с её изучением. В 1950-е годы Кельнер занимался исследованием влияния света на опухоли, вызываемые ультрафиолетовым излучением, поскольку была надежда применить фотореактивацию к лечению рака. Однако в действительности, как теперь известно, у клеток человеческого организма механизм фотореактивации отсутствует. Начиная с 1960-х годов, Кельнер почти не публиковался. В общей сложности он опубликовал более 20 статей в научных журналах.
Из Колд-Спринг-Харбор он перешёл на работу в биологические лаборатории Гарвардского университета. С сентября 1951 года работал в Брандейском университете, преподавал в нём различные области биологии следующие тридцать лет, вошёл в преподавательский состав организованного в 1956 году факультета биологии. В 1960 году был президентом Северо-восточного отделения Американского общества микробиологии (тогда — Общество американских бактериологов). Ушёл на пенсию в 1981 году. Умер в 1994 году от осложнений после операции на сердце, похоронен на кладбище Бет-Изрейел в Уолтеме.